# Joan Benoit
Joan Benoit, född den 16 maj 1957 i Cape Elizabeth i Maine, är en amerikansk friidrottare inom maratonlöpning.
Hon tog OS-guld i maraton vid friidrottstävlingarna 1984 i Los Angeles.